# Coleogyne ramosissima

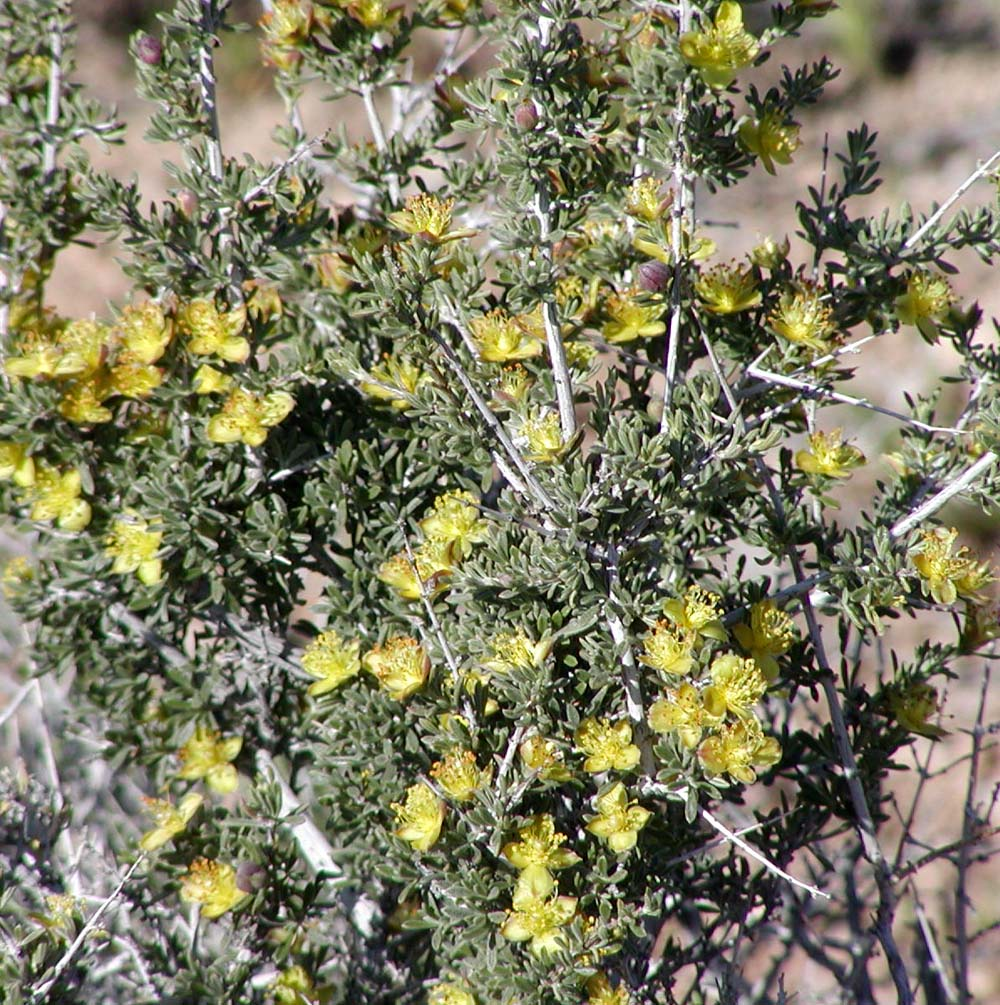
Vista de la planta

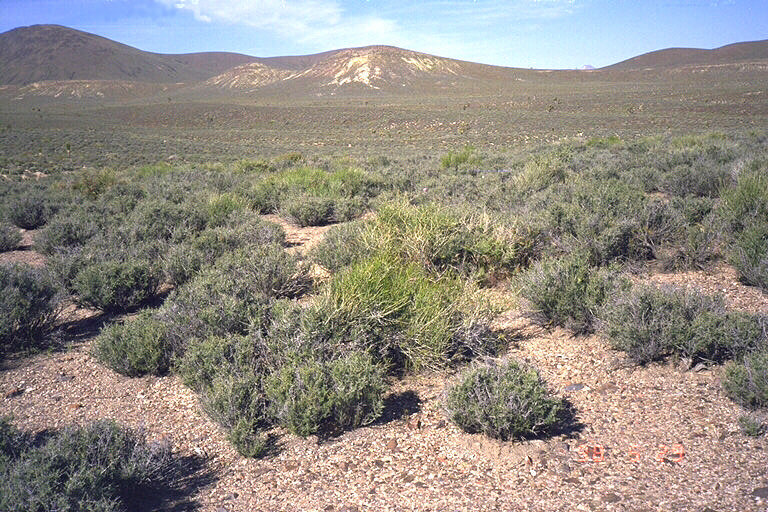
En su hábitat

Coleogyne es un género monotípico de arbusto perteneciente a la familia Rosaceae. Contiene una única especie Coleogyne ramosissima, la cual es conocida con el nombre común de "blackbrush". Este espinoso y aromático arbusto es nativo del desierto de Mojave en el suroeste de los Estados Unidos.

## Descripción
Se trata de un matorral grueso ramificado que puede extenderse por el suelo en grupos o se yerguen erectos hasta los dos metros de altura. La hoja es caduca, de manera que sus ramas están cubiertas de montones de hojas gruesas secas. Esta planta forma masas de plantas en el suelo del desierto y matorrales en las laderas. La floración es provocada por la lluvia de primavera en el desierto. Las flores son coriáceas y crecen en los extremos de los tallos pequeños. Están encerradas en gruesos sépalos que son de color amarillo en el interior y rojo o naranja en la superficie externa. No tiene pétalos, pero los sépalos permanecen después de que la flor se abra. El fruto es un aquenio de unos pocos milímetros de largo.

## Cultivo
La planta se reproduce por semillas, pero muy rara vez. éstas no se dispersan bien y las plantas no sobreviven en gran número. Un estrecho rango de temperatura y humedad es necesario para la reproducción de esta especie, por lo que es esporádica, pero las plantas son resistentes y de larga vida.

## Taxonomía
Coleogyne ramosissima fue descrita por John Torrey y publicado en Smithsonian Contributions to Knowledge 6(2): 8–10, pl. 4, en el año 1853.
Etimología
Coleogyne: nombre genérico que deriva de las palabras griegas: koleos = "vaina" y gune = "ovario".
ramosissima: epíteto latíno que significa "con muchas ramas".